# Domingos de Azeredo Coutinho
Domingos de Azeredo Coutinho e Melo (Vila Velha do Espírito Santo, 18 de maio de 1596 - Serro Frio 21 de agosto de 1664 ) foi um explorador brasileiro que, à procura de esmeraldas, explorou parte do atual estado do Espírito Santo juntamente com seu irmão, Antonio de Azeredo, e seu filho, Marcos de Azeredo Coutinho.

## Biografia
Era filho de Marcos de Azeredo, o velho, (nascido por volta de 1559 em Guimarães, Portugal; falecido em Vila Velha do Espírito Santo, depois de 1618). Seu pai liderou uma entrada ao sertão em 1611, descobrindo as lendárias esmeraldas que, sabe-se hoje, eram apenas turmalinas. Desta expedição, participaram os irmãos Domingos de Azeredo Coutinho e Melo e Antônio de Azeredo.
Em 11 de novembro de 1644, o Conselho Ultramarino do governo português fez uma consulta na qual mencionou que "trinta anos antes, certo Antônio de Azeredo entrara no país das esmeraldas". Trata-se de erro de nome, pois fora o pai deste, Marcos de Azeredo, o velho, quem liderara a entrada de 1611.
A 7 de dezembro de 1644, o rei de Portugal escreveu a D. Francisco Souto Maior, capitão-mor e governador do Rio de Janeiro mandando-o por-se em comunicação com Salvador Correia de Sá e Benevides e juntos realizarem uma entrada para descobrimento das esmeraldas. Ambos, por intermédio do padre Francisco de Morais, organizaram uma entrada que seria liderada pelos irmãos Antônio de Azeredo e Domingos de Azeredo Coutinho e Melo, que conheciam o seu roteiro seguido pelo seu pai.
O governador seguinte, Duarte Correia Vasqueanes, tendo recebido a Carta Real que aprovou as provisões expedidas no governo anterior de D. Francisco Souto Maior, apressou então a partida dos irmãos Azeredo Coutinho, que haviam já realizado toda a organização sem depender da Fazenda Real.
A entrada, formada por 17 brancos e 150 índios, partiu de Vila Velha do Espírito Santo em 1647 navegando em 25 canoas. As "esmeraldas" que trouxeram foram consideradas falsas - certamente eram turmalinas - porém obtiveram informações tão detalhadas sobre o interior que Salvador Correia de Sá e Benevides decidiu formar uma segunda tropa chefiada pelo seu filho João Correia de Sá. Esta entrada foi ainda mais desastrada, pois foi desbaratada pelos índios.
Em 1660, Domingos de Azeredo Coutinho e Melo liderou com seu filho, Marcos de Azeredo Coutinho, uma entrada que saiu de Vila Velha do Espírito Santo e  navegou o rio Doce até a barra do rio Suaçuí. As pedras que recolheram e enviaram ao rei de Portugal fizeram sucesso, pois no meio delas estaria o primeiro diamante encontrado no Brasil..